# Rose Bampton
Rose Bampton (Cleveland, Ohio, 28 de noviembre de 1907, aunque otras fuentes señalan 1908 y 1909 - 21 de agosto de 2007) fue una cantante de ópera estadounidense.

## Biografía
Bampton era mezzosoprano, más tarde soprano. Debutó como Siebel en Fausto en 1929.  Cantó principalmente en el Metropolitan Opera House de Nueva York, pero también en otros teatros de ópera del mundo. Cantó el papel de Wooddove en la obra de Arnold Schönberg Gurre-Lieder en las primeras interpretaciones estadounidenses, dirigidas por Leopold Stokowski en 1932. Frecuentemente interpretaba Lied der Waldtaube de Schönberg, de los Gurre-Lieder y su Buch der hängenden Gärten, op. 15.
Fue favorita en el Teatro Colón de Buenos Aires donde cantó en 1942, 1943 y 1946 como Leonora de Fidelio,  Gutruna, Crisotemis, Eva, la Condesa Almaviva, Kundry, Armida, Ariadne y Elsa.
En la cima de su popularidad, Bampton, que era particularmente conocida por su tesitura que abarcaba tres octavas, interpretó en una semana en Nueva York el papel de contralto de Laura en La Gioconda en el Met, dio un recital en el Ayuntamiento, y asumió el papel de mezzosoprano en la Misa en Si menor de Johann Sebastian Bach con la Sociedad Oratorio de Nueva York.
En 1937, Bampton se casó con el destacado director y pianista canadiense Wilfrid Pelletier, quien murió en 1982.